# Hôtel Mercure Centre Clemenceau
L'Hôtel Mercure Centre Clemenceau est un hôtel quatre étoiles affilié en franchise au groupe Mercure et qui est situé au 22, boulevard de la Marne à Dijon (Côte-d'Or). 

## Histoire
L'Hôtel Mercure Centre Clemenceau fut érigé en 1978 par l'architecte Henri Favre, à la demande de la famille Jacquier, sous le nom d'hôtel Frantel, avec une capacité d’accueil de 123 chambres sur huit étages. Il obtient sa quatrième étoile en 1997 et fait partie du groupe « Hôtel Bourgogne Qualité », fondé par la famille Jacquier et qui réunit actuellement dix hôtels. 

## Architecture
L'architecture de l'hôtel est réputée pour son originalité contemporaine avec son imposante façade sur huit étages. Le bâtiment est pourvu d'un parking souterrain sur deux niveaux d'une capacité de 70 places.

## L'hôtel Mercure Centre Clemenceau
L'hôtel Mercure est un des plus beaux hôtels dijonnais. Il est situé à côté de la cité des affaires de Dijon et en face de l'Auditorium de Dijon. Il est également situé sur la Place Jean-Bouhey et à côté de la station « Auditorium » de la Ligne 1 du tramway de Dijon.

### Chambres et suites
L'hôtel compte 123 chambres dont 7 suites. Les chambres sont toutes climatisées, insonorisées et sont équipées d'une télévision, de la Wi-Fi, de l'accès à Internet ainsi que d'un mini-bar. Les suites, de dimensions différentes, sont composées quant à elles d'un salon, d'une chambre et d'une grande salle de bains.

### Restaurant-bar
L'hôtel Mercure dispose du bar Le Chanoine et du restaurant gastronomique Le Château Bourgogne entièrement rénovés. Le guide Michelin le classe dans la catégorie « bon standing »  avec une « belle carte des vins ». Celui-ci peut se prolonger en terrasse extérieure côté jardin. 20 000 couverts y sont servis en moyenne chaque année.

### Salons
L'hôtel dispose de 2 salons :
- le salon Président
- le salon Bourgogne

### Salle de séminaire et de réception
L'hôtel dispose de quatre salles privative de réception et de séminaire :
- Salon Musigny
- Salle Corton
- Salle Vougeot
- Salle Fixin

### Services
L'hôtel dispose de différents services :
- room service
- parking souterrain de 70 places
- piscine extérieure
- jardin
- traiteur